# World Domination Tour
World Domination Tour var ett 30-årsjubileum av Kiss 1973-2003. I samband med turnén så släpptes en DVD och Kiss Symphony: Alive IV. Kiss tar hjälp av The Melbourne Symphony i flertalet av låtarna, men dock bara i Melbourne, sedan spelade man "själva" och med en annan spellista.

## Spellistan i Melbourne
Act 1: KISS
1. Deuce
2. Strutter
3. Let Me Go, Rock 'N Roll
4. Lick It Up
5. Calling Dr. Love
6. Psycho Circus

Act 2: KISS & The Melbourne Symphony Ensemble
1. Beth
2. Forever
3. Goin' Blind
4. Sure Know Something
5. Shandi

Act 3: KISS & The Melbourne Symphony Orchestra
1. Detroit Rock City
2. King Of The Night Time World
3. Do You Love Me?
4. Shout It Out Loud
5. God Of Thunder
6. Love Gun
7. Great Expectations
8. I Was Made For Lovin' You
9. Black Diamond
10. Rock And Roll All Nite

## Spellista
1. Detroit Rock City
2. Deuce
3. Shout It Out Loud
4. Let Me Go Rock 'N Roll
5. Lick It Up
6. Firehouse
7. I Love It Loud + Gene Bas solo
8. I Want You
9. God Of Thunder
10. 100.000 Years
11. Black Diamond
12. Beth
13. Love Gun
14. Rock And Roll All Nite

- Cold Gin, C'mon And Love Me och Hotter Than Hell spelades 1-2 gånger på denna turné.

## Medlemmar
- Gene Simmons - sång, elbas
- Paul Stanley - sång, gitarr
- Peter Criss - trummor, sång
- Tommy Thayer - gitarr